# Пужеви крилоношци (Pteropoda)
Птероподе (од грчке речи која значи "крило-стопало") су специјализовани пелагијски морски пужеви и морски пужеви без кућице који слободно пливају, морски опистобрански гастроподи. Већина живи у горњих 10 м океана и дугачка је мање од 1 цм. Монофилија птеропода је предмет дуге расправе; чак су сматрани парафилетични у односу на главоношце. Тренутни консензус, вођен молекуларним студијама, нагиње ка тумачењу групе као монофилске.
Птеропода обухвата две класе Thecosomata, морске лептире и Gymnosomata, морске анђеле. Thecosomata  имају шкољку, док Gymnosomata немају. Две кладе (кладуса) могу или не морају бити сестринске врсте; ако не, њихова сличност (по томе што су обе пелагичне, мале и прозирне, а обе групе пливају користећи криласте параподије које им вире из тела) може одражавати прилагођавање њиховом посебном начину живота.

## Таксономија
Групу Птеропода основао је Жорж Кивје као „ptéropodes" 1804. године. Франсоа Перон и Шарл Александар Лесуер су сматрали да група треба да буде већа, па су такође укључени опистобрански таксони (Phyllirhoë и Glaucus), хетероподни таксони (Carinaria и Firola), па чак и Реброноше (Callianira). Године 1810. ови аутори су поделили целу групу у две одвојене групе: оне са љуском и оне без љуске.
Године 1824. Анри Мари Дикроте де Бланвил назвао је ове две групе Gymnosomata и Thecosomata и именовао комбиновани ред Aporobranchia уместо Птеропода. Одбацио је додатне родове, осим Phyllirhoë који је он уградио у трећу групу коју је назвао Psilosomata. Тек много касније Phyllirhoë је сврстан у ред Nudibranchia.
Учињени су и други покушаји да се опише Птеропода. Џон Едвард Греј поделио је Птероподе на Dactylobranchia (само са родом Cavolinia) и Pterobranchia (који укључује све остале родове). Кувије (и његови следбеници) нису прихватили де Бланвилову класификацију; више су волели оригиналну класификацију описану у Le Regne Animal.
Године 1829. Пол Ренг је следио Кувијеову класификацију, али је покушао да укључи карактер поседовања посебне главе или не. Немачки природњак Лоренц Окен отишао је корак даље и, ради симетрије, желео је да сваки ред садржи четири породице, а свака породица четири рода. Пјер Андре Латреј је поделио Птероподу према величини пераја: "Macroptérygiens"(укључујући само Pneumonoderma) и "Microptérygiens“(укључујући све остале). 1851. године Вилијам Булок Кларк третирао је Птероподе као породицу и исправио правопис на Pteropodidae (назив који се сада користи за породицу воћних великих љиљака).
Коначно су сви ти покушаји напуштени и, будући да је све више врста описано као резултат неколико научних експедиција, генерално је усвојена класификација Птеропода на Thecosomata и Gymnosomata. Многе од ових нових врста први су описали француски зоолози.
Однос између ове две кладе није недвосмислено успостављен, али изгледа да су то сестрински таксони.

## Историја еволуције
Процењује се да су птероподи настали током ране креде, пре око 133 милиона година, са диверзификацијом у главне родове која се догодила током средње касне креде. Најстарији познати фосил птеропод је члан Limacinidae из раног-средњег кампањског депозита острва Сан Хуан. 

## Рањивост на ацидификацију океана
Студија је спроведена на западној обали Сједињених Држава како би се видели ефекти закисељавања океана на птероподе. Limacina helicina је коришћена за тестирање осетљивости на смањење рН. Ова врста птеропода потенцијално је рањива на корозивне воде повезане са закисељавањем океана због љуске од калцијум карбоната. Љуска птеропода је уроњена у океанску воду са пројектованим нивоом рН који ће вода достићи до 2100. Након месец и по дана у води, шкољка се скоро потпуно растворила.

## Дистрибуција
Птероподи се налазе у свим већим океанима, обично 0-10 м испод површине океана и на свим географским ширинама. Птероподи се могу наћи и ниже од 10 метара, али у мањим количинама у смислу биомасе. Ово се може објаснити јер су Птероподи из тропских подручја све чешћи у дубљим областима. Не налазе се обично у дубоком мору, у ствари, мало њих живи ниже од 500 метара испод нивоа мора. Континентални праг, подручја која садрже многе могућности за хранљиве материје и продуктивност су локације на којима су Птероподи обично насељени. Пролеће је врхунац сезоне за птероподе, јер досежу веће популације, мада подаци показују да су птероподе јужно од екватора сезонски мање заступљене. Осим тога, тренутни подаци указују да је 93% светских птеропода део породице Thecosomata, док је 7% Gymnosomata.